# Triphosa agnata
Triphosa agnata là một loài bướm đêm trong họ Geometridae.